# Still Beautiful
Still Beautiful is een livealbum van Mostly Autumn. De opnamen vonden plaats tijdens de tournee die de band ondernam na het verschijnen van studioalbum Go Well Diamond Heart. Tussen dat en dit album verscheen nog That Night in Leamington, een opname van het afscheidsconcert van Heather Findlay. Still beautiful is opgenomen met de nieuwe zangeres Olivia Sparnenn. Ze was niet geheel nieuw voor band en fans, ze trad al vaker met MA op als achtergrondzangeres ter ondersteuning van Findley. Voor de muziek maakte het uiteindelijk weinig verschil.

## Musici
- Olivia Sparnenn – zang, gitaar, percussie
- Bryan Josh – zang, gitaar
- Iain Jennings – toetsinstrumenten
- Liam Davidson – gitaar
- Andy Smith – basgitaar
- Anne-Marie Helder – zang, dwarsfluit
- Gavin Griffiths – slagwerk

## Muziek
| Nr. | Titel                    | Duur |
| --- | ------------------------ | ---- |
| 1.  | Hold the sun             |      |
| 2.  | Deep in Borrowdale       |      |
| 3.  | Something better         |      |
| 4.  | Forever young            |      |
| 5.  | Ice                      |      |
| 6.  | The dark before the dawn |      |
| 7.  | The last climb           |      |
| 8.  | Questioning eyes         |      |

| Nr. | Titel                       | Duur |
| --- | --------------------------- | ---- |
| 1.  | Heroes never die            |      |
| 2.  | Distant train               |      |
| 3.  | Answer the question         |      |
| 4.  | Caught in a fold            |      |
| 5.  | Nowhere to hide             |      |
| 6.  | Go well diamond heart       |      |
| 7.  | Passengers                  |      |
| 8.  | First thought               |      |
| 9.  | For all we shared           |      |
| 10. | Evergreen                   |      |
| 11. | And when the war is over …. |      |